# Samukawa
Samukawa (japanska: 寒川町?, Samukawa-machi) är en landskommun i Kanagawa prefektur i Japan. 